# Synthesis Live
El Synthesis Live es una gira de conciertos de la banda de rock estadounidense Evanescence, en promoción de su cuarto álbum Synthesis. Esta será la primera gira donde la banda incluye una orquesta. La gira incluye 29 conciertos en diferentes ciudades de Norteamérica en 2017, 4 conciertos en Oceanía y 18 conciertos en Europa en 2018.

## Álbum en vivo
El 8 de agosto de 2018, Eagle Rock Entertainment anunció el lanzamiento de Synthesis Live en CD, DVD o Blu-ray y descarga digital, el 12 de octubre de 2018. Se rodó durante su gira de otoño de 2017 en el Foxwoods Resort Casino Grand Theater de Connecticut, bajo la dirección de P. R. Brown y la mezcla de Damian Taylor. El set incluyó el concierto completo con orquesta en vivo e incluyó el videoclip de "Hi-Lo".

## Canciones
1. «La Strada» (por Nino Rota)
2. «La Chasse» (por Wolfgang Amadeus Mozart)
3. «Pavane» (por Gabriel Fauré)
4. «Moonlight Sonata» (por Ludwig van Beethoven)
5. «Lacrimosa» (por Wolfgang Amadeus Mozart)
6. «Sally's Song» (por Danny Elfman)

Evanescence con orquesta
1. «Overture»
2. «Never Go Back»
3. «Lacrymosa»
4. «End of the Dream»
5. «My Heart Is Broken»
6. «Lithium»
7. «Bring Me to Life»
8. «Unraveling»
9. «Imaginary»
10. «Secret Door»
11. «Hi-Lo»
12. «Lost in Paradise»
13. «Your Star»
14. «My Immortal»
15. «The In-Between»
16. «Imperfection»

Final
1. «Speak to Me»
2. «Good Enough»
3. «Swimming Home»
4. «Weight Of The World»

## Fechas
| Fechas                  | Ciudad               | País            | Teatro                                   | Capacidad |
| ----------------------- | -------------------- | --------------- | ---------------------------------------- | --------- |
| Norte América           |                      |                 |                                          |           |
| 14 de octubre de 2017   | Las Vegas            | Estados Unidos  | Pearl Concert Theater                    | 2,500     |
| 15 de octubre de 2017   | Los Ángeles          | Estados Unidos  | Greek Theatre                            | 5,870     |
| 17 de octubre de 2017   | Phoenix              | Estados Unidos  | Comerica Theatre                         | 5,500     |
| 20 de octubre de 2017   | Houston              | Estados Unidos  | Revention Music Center                   | 2,900     |
| 22 de octubre de 2017   | Irving               | Estados Unidos  | Toyota Music Factory                     | 4,000     |
| 23 de octubre de 2017   | New Orleans          | Estados Unidos  | Mahalia Jackson Theater                  | 2,243     |
| 25 de octubre de 2017   | Nashville            | Estados Unidos  | Ryman Auditorium                         | 2,362     |
| 27 de octubre de 2017   | Atlanta              | Estados Unidos  | Delta Classic Chastain Park Amphitheater | 6,400     |
| 28 de octubre de 2017   | Charlotte            | Estados Unidos  | Ovens Auditorium                         | 2,460     |
| 30 de octubre de 2017   | Pittsburgh           | Estados Unidos  | Heinz Hall for the Performing Arts       | 2.676     |
| 31 de octubre de 2017   | Oxon Hill            | Estados Unidos  | The Theater at MGM National Harbor       | 3,000     |
| 2 de noviembre de 2017  | Upper Darby Township | Estados Unidos  | Tower Theater                            | 3,100     |
| 3 de noviembre de 2017  | Mashantucket         | Estados Unidos  | Foxwoods Resort Casino Grand Theater     | 4,000     |
| 5 de noviembre de 2017  | Boston               | Estados Unidos  | Orpheum Theatre                          | 2,700     |
| 7 de noviembre de 2017  | Bethelehem           | Estados Unidos  | Sands Event Center                       | 3,500     |
| 8 de noviembre de 2017  | Baltimore            | Estados Unidos  | Hippodrome Theatre                       | 2,300     |
| 10 de noviembre de 2017 | Brooklyn             | Estados Unidos  | Kings Theatre                            | 3,000     |
| 30 de noviembre de 2017 | Chicago              | Estados Unidos  | Chicago Theatre                          | 3,600     |
| 2 de diciembre de 2017  | Carmel               | Estados Unidos  | The Palladium                            | 1,600     |
| 3 de diciembre de 2017  | Saint Louis          | Estados Unidos  | Peabody Opera House                      | 3,100     |
| 5 de diciembre de 2017  | Minneapolis          | Estados Unidos  | State Theatre                            | 2,200     |
| 6 de diciembre de 2017  | Madison              | Estados Unidos  | Orpheum Theatre                          | 1,700     |
| 8 de diciembre de 2017  | Toronto              | Canadá          | Sony Centre for the Performing Arts      | 3,200     |
| 9 de diciembre de 2017  | Windsor              | Canadá          | Caesars Windsor                          | 5,000     |
| 11 de diciembre de 2017 | Kansas City          | Estados Unidos  | Kansas City Music Hall                   | 2,400     |
| 13 de diciembre de 2017 | Denver               | Estados Unidos  | Paramount Theatre                        | 1,900     |
| 15 de diciembre de 2017 | Reno                 | Estados Unidos  | Grand Theatre at the Grand Sierra Resort | 2,700     |
| 16 de diciembre de 2017 | San Francisco        | Estados Unidos  | Masonic Auditorium                       | 3,500     |
| 19 de diciembre de 2017 | Portland             | Estados Unidos  | Arlene Schnitzer Concert Hall            | 2,776     |
| Oceania                 |                      |                 |                                          |           |
| 11 de febrero de 2018   | Brisbane             | Australia       | Brisbane Entertainment Centre            | 14,500    |
| 13 de febrero de 2018   | Sídney               | Australia       | Sydney Opera House                       | 5,400     |
| 14 de febrero de 2018   | Sídney               | Australia       | Sydney Opera House                       | 5,400     |
| 16 de febrero de 2018   | Melbourne            | Australia       | Rod Laver Arena                          | 15,000    |
| Europa                  |                      |                 |                                          |           |
| 12 de marzo de 2018     | Moscú                | Rusia           | Crocus City Hall                         | 7,500     |
| 15 de marzo de 2018     | Saint Petersburg     | Rusia           | Yubi                                     | 7,000     |
| 17 de marzo de 2018     | Prague               | República Checa | Prague Congress Centre                   | 2,764     |
| 19 de marzo de 2018     | Milán                | Italia          | Arcimboldi Theatre                       | 2,350     |
| 20 de marzo de 2018     | Zürich               | Suiza           | Samsung Hall                             | 5,060     |
| 22 de marzo de 2018     | Stuttgart            | Germany         | Porsche-Arena                            | 6,042     |
| 23 de marzo de 2018     | Leipzig              | Germany         | Arena Leipzig                            | 12,200    |
| 25 de marzo de 2018     | Ámsterdam            | Países Bajos    | AFAS Live                                | 5,500     |
| 26 de marzo de 2018     | Düsseldorf           | Alemania        | Mitsubishi Electric Halle                | 5,450     |
| 28 de marzo de 2018     | Paris                | Francia         | Grand Rex                                | 2,800     |
| 30 de marzo de 2018     | Londres              | Inglaterra      | Royal Festival Hall                      | 2,500     |
| 31 de marzo de 2018     | Londres              | Inglaterra      | Royal Festival Hall                      | 2,500     |
| 2 de abril de 2018      | Mánchester           | Inglaterra      | O2 Apollo Manchester                     | 3,500     |
| 3 de abril de 2018      | Nottingham           | Inglaterra      | Motorpoint Arena Nottingham              | 10,000    |
| 5 de abril de 2018      | Glasgow              | Inglaterra      | SEC Armadillo                            | 3,000     |
| 6 de abril de 2018      | Sheffield            | Inglaterra      | Sheffield City Hall                      | 2,271     |
| 8 de abril de 2018      | Brussels             | Bélgica         | Palais 12                                | 15,000    |
| 10 de abril de 2018     | Londres              | Inglaterra      | Eventim Apollo                           | 5,100     |